# Sruti upanga

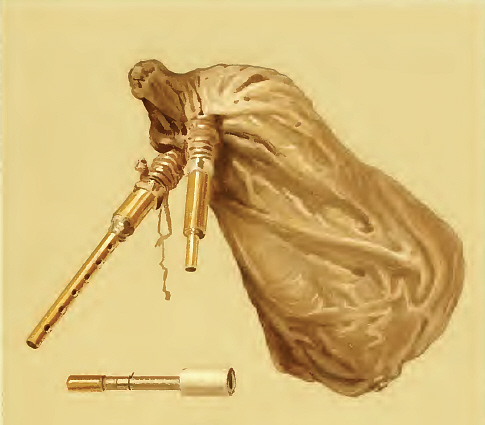
Sruti upanga do século XVI, acervo de Charles Russel Day

Sruti upanga (também donominado bhazana-śruti,druthi ou ainda nosbug) é um tipo de gaita de fole tocado em Tamil Nadu, na zona meridional da Índia.
O objeto foi descrito com detalhes pelo explorador Charles Russel Day (1860-1900 DC):
| “ | " A gaita de fole reproduzida aqui (ver imagem) é o Moshuq, ou, como também é chamada na zona meridional da Índia, Śruti-upanga ou Bhazana-śruti. Tem apenas a finalidade de produzir um zumbido; os buracos no cano são parcialmente tapados com cera para obter o som desejado. A sacola é feita de pele de cabrito e o som é soprado pela boca através do menor dos dois canos mostrados. O zombido é produzido pelo cano, no qual é feito do mesmo material que são feitos algumas partes das flautas. O desenho mostra uma flauta feita de ouro, para melhor mostrar seu traçado, e, como pode ser visto, a vibração é controlada por um pequena peça de metal onde você toca a língua. Toda a flauta é uma única peça, e é geralmente feita de um pequeno cano ou de juncos encontrados em quase todos os pântanos. Uma cera negra é usado para fazer um som mais agudo. . | ” |